# Shine Rice
Shine Rice (deutsch etwa: Glänzreis) ist ein Reisgericht der guyanischen Küche.

## Etymologie und Geschichte
Shine Rice geht auf zentralafrikanische Sklaven zurück, die ab dem 17. Jahrhundert auf Plantagen im heutigen Guyana arbeiteten und das Gericht mittels der wenigen ihnen zur Verfügung stehenden Zutaten kochten. Der englische Name, der auf das Fehlen nahrhafter Zutaten hinweist, lässt ein Entstehen des Gerichts nach 1746 vermuten, als die ersten britischen Siedler in der bis dahin niederländischen Kolonie angesiedelt wurden. Shine Rice gilt in Guyana als klassisches Gericht der armen Landbevölkerung. In heutiger Zeit wurde es größtenteils auch in dieser Bevölkerungsschicht zugunsten raffinierterer Gerichte mit mittlerweile gut zugänglichen Zutaten ersetzt.

## Zubereitung
In der Basisversion besteht das Gericht aus Reis, der in Kokosmilch, Zwiebeln und ggf. Knoblauch gekocht wird. Für die Kokosmilch wurde ursprünglich das geraspelte Fruchtfleisch der Kokosnuss mit Wasser vermischt und anschließend ausgepresst. Dieser Vorbereitungsschritt gilt als traditionell und geschmacksverbessernd, aus Bequemlichkeitsgründen greifen heute aber viele Guyaner auf abgepackte Kokosmilch zurück. In der Regel wird der Reis anschließend um eine oder mehrere fertig zubereitete Komponenten ergänzt, die den Geschmack signifikant prägen. Oft sind dies Proteinlieferanten wie Meeresfrüchte oder Stockfisch, aber auch Gemüse ist gängig, beispielsweise frittierte Okraschoten. Werden dem Gericht die Hülsenfrüchte Erbsen oder Bohnen zugegeben, wird es Cookup Rice genannt; dieses Gericht ist in Guyana beliebter als der meist einfachere Shine Rice.